# Marcus Lauesen
Marcus Lauesen (* 22. November 1907 in Løjt Kirkeby; † 14. Oktober 1975 in Kopenhagen) war ein dänischer Schriftsteller.
Lauesen schrieb Gedichte, Novellen und Romane. Er gilt als Chronist der dänischen Minderheit in Nordschleswig zur Zeit des Ersten Weltkrieges. Besonders bekannt wurde sein Roman „Og nu venter vi paa skib“ (deutsch „Und nun warten wir auf das Schiff“) von 1931.
Lauesen, der in Schweden als Zeitungskritiker arbeitete, gewann zahlreiche Literaturpreise.

## Werke (eine Auswahl)

### Lyrik
- Guds Gøglere (1928)
- Høstelegi (1930)
- Ventetider (1944)
- Kantate zum Kopenhagener Universitäts Erinnerungsfest an König Christian X. (1947)

### Prosa
- Og nu venter vi paa Skib (1931)
- Kætteren fra Eisleben (1934)
- Det tyske Oprør (1936)
- Skipper Theobald (1936)
- Maaske er det Katharina (1937)
- Legender (1962)
- Den rige Vandring  (1940; 2. Ausgabe: Far (1962))
- Mor (1961)
- Kras (1973)

### Film
- En dag i Sønderjylland (1940) (deutsch Ein Tag in Nordschleswig), Dokumentarfilm[2]

## Auszeichnungen
- 1930 Rongeske Fonds Legat
- 1935 Emma Bærentzens Legat
- 1935 Overretssagfører L. Zeuthens Mindelegat
- 1940 Henrik Pontoppidan-Legatet
- 1940 Literaturpreis Drachmannlegatet
- 1958 Dansk Forfatterforenings legat
- 1961 Kollegernes Ærespris
- 1961 Kaptajn H.C. Lundgreens Legat
- 1962 Literaturpreis De Gyldne Laurbær
- 1968 Edith og Helge Rode Legatet
- 1975 Statens Kunstfond, Produktionsprämie 15.000 DKR